# Anton Rée

Anton Rée

Anton Rée (* 9. November 1815 in Hamburg; † 13. Januar 1891 in Hamburg) war ein Hamburger Reformpädagoge und Politiker.

## Leben

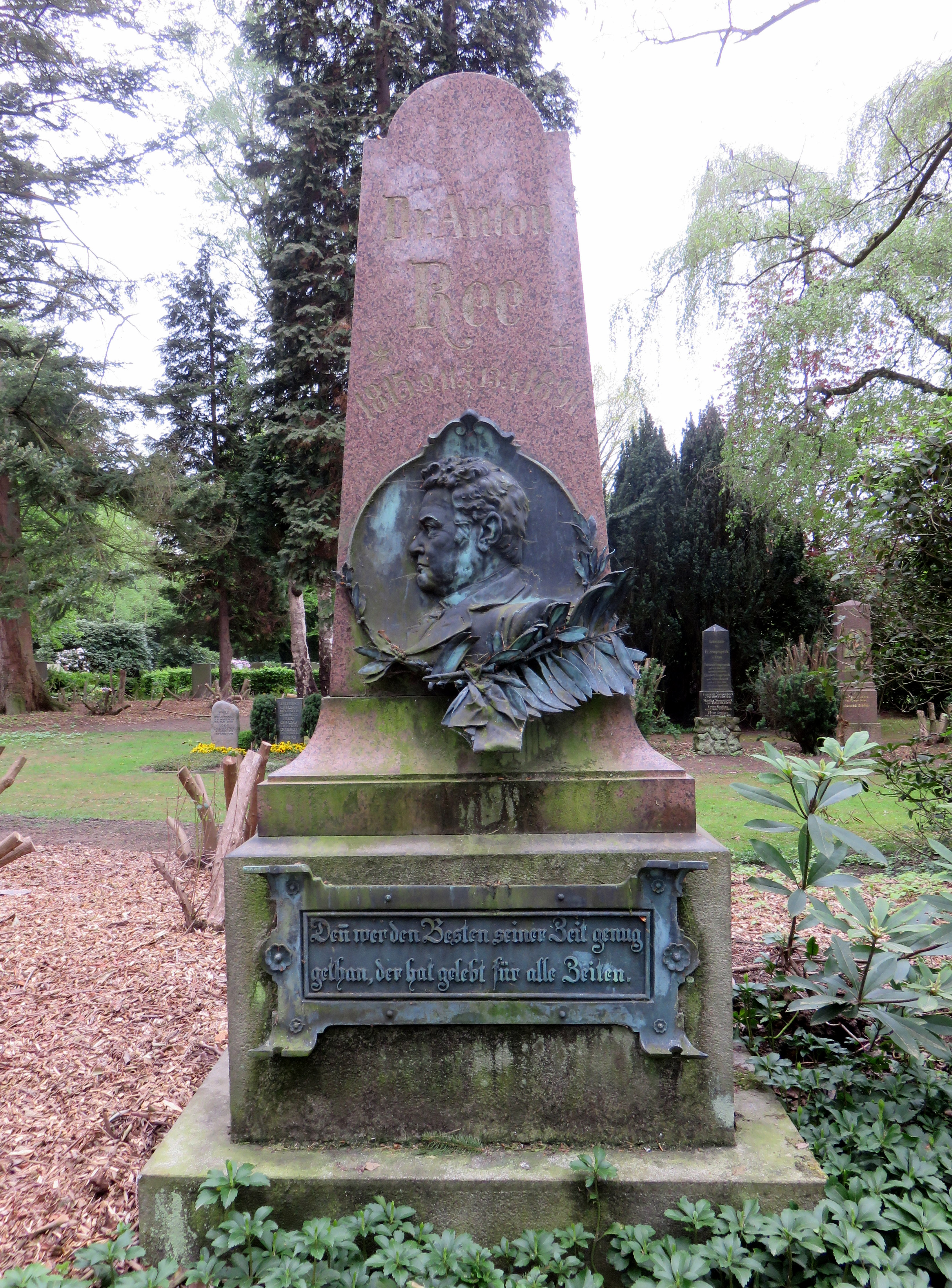
Grabstein Anton Rée auf dem Friedhof Ohlsdorf

Der Sohn des Bankiers Berend Isaac Rée und Johanna, geb. Nathanson. wurde von Privatlehrern erzogen und studierte anschließend an der Christian-Albrechts-Universität zu Kiel Philosophie.
Ab 1838 arbeitete er als Lehrer und von 1848 bis zu seinem Tod als Direktor an der Israelitischen Freischule, der späteren Stiftungsschule von 1815 am Zeughausmarkt in der Hamburger Neustadt, die auf seine Initiative hin in eine konfessionsübergreifende Realschule umgewandelt wurde.
Rées Bestreben war es, in Hamburg ein allen Kindern unabhängig von Religionszugehörigkeit und sozialer Herkunft offenes Grundschulwesen zu etablieren, was u. a. auf Grund der Aktivitäten Rées in Hamburg zur Einführung der allgemeinen Schulpflicht 1871 führte.
Rée wurde 1848 in die Hamburger Konstituante gewählt, er gehörte neben Gabriel Riesser, mit dem er eng zusammenarbeitete, zu den wichtigsten Verfechtern der Jüdischen Emanzipation. Bei den ersten Wahlen zur Hamburgischen Bürgerschaft erlangte Rée 1859 ein Mandat. Er blieb bis 1871 Mitglied der Bürgerschaft. Von 1867 bis 1870 gehörte Rée dem Reichstag des Norddeutschen Bundes für den Reichstagswahlkreis Freie und Hansestadt Hamburg 2 an. Von 1881 bis 1884 war er Mitglied des Reichstages und vertrat den dritten Hamburger Wahlkreis.

## Ehrungen
Nach Rées Tod wurde die Stiftungsschule in Anton-Rée-Realschule umbenannt, sie wurde 1933 geschlossen. Ein Weg im Stadtteil Ohlsdorf erhielt den Namen Réesweg; die Benennung wurde in der Zeit des Nationalsozialismus 1938 geändert, der ehemalige Réesweg trägt seitdem den Namen des Hamburger Senators und Kolonialpolitikers Justus Strandes.
Heute trägt eine Schule im Stadtteil Neuallermöhe und eine Straße im Stadtteil Hammerbrook Rées Namen.